# 速水健朗
速水 健朗（はやみず けんろう、1973年11月9日 - ）は、日本のライター・編集者。石川県金沢市生まれ。新潟県立新潟南高等学校、東海大学卒業。

## 経歴
東海大学在学中よりアルバイトしていたアスキーにて契約編集者を務めた後に、2001年よりフリーの編集者・ライターに転身した。2007年に『タイアップの歌謡史』で単著デビュー。2008年の『ケータイ小説的。』では、ケータイ小説を郊外社会とヤンキー文化の関連性という視点から考察した。速水はコンピュータ関連の編集者出身であるが、メディア論、都市論からショッピングモール研究、団地研究、音楽、文学、格闘技まで幅広い分野で執筆編集活動を行う。

## 造語
ショッピングモーライゼーション
モータリゼーションをもじった造語で、消費社会において都市のさまざまな場面がショッピングモール化し、両者の境界が曖昧化していくことを表す。
デフレカルチャー
速水が言うデフレカルチャーとは、1990年代以降の日本におけるデフレーション・不況が定着した状況下に適応する形で生まれた文化のこと。例として速水も雑誌『小悪魔ageha』の読者モデルが持つ価値観、つまり単なる贅沢の為では無い、生活維持の為に夜も働くシングルマザーというような「堅実さを持つギャル」のライフスタイルをあげている。また、経済学者の田中秀臣もローカルアイドルの興隆もそのひとつだと述べている。

## 著書

### 単著
- 『タイアップの歌謡史』（洋泉社、ISBN 978-4-86248-104-7、2007年1月）
- 『自分探しが止まらない』（ソフトバンククリエイティブ、ISBN 978-4-7973-4499-8、2008年2月）
- 『ケータイ小説的。 "再ヤンキー化"時代の少女たち』（原書房、ISBN 978-4-562-04163-3、2008年6月）
- 『ラーメンと愛国』（講談社現代新書、ISBN 978-4-06-280041-9、2011年10月）
- 『都市と消費とディズニーの夢 ショッピングモーライゼーションの時代』（角川oneテーマ21、ISBN 978-4-04-110307-4、2012年8月）
- 『1995年』（ちくま新書、ISBN 978-4-480-06745-6、2013年11月）
- 『フード左翼とフード右翼 食で分断される日本人』（朝日新書、ISBN 978-4-02-273539-3、2013年12月）
- 『東京β 更新され続ける都市の物語』（筑摩書房、ISBN 978-4-480-86443-7、2016年04月）
- 『東京どこに住む? 住所格差と人生格差』（朝日新書、ISBN 978-4-02-273666-6、2016年05月）
- 『1973年に生まれて　団塊ジュニア世代の半世紀』(東京書籍、ISBN 978-4-487-81468-8、2023年7月)
- 『これはニュースではない』(blueprint、ISBN 978-4-909852-54-0、2024年8月)

### 共著
- 『ブログ・オン・ビジネス 企業のためのブログ・マーケティング』[1]（シックス・アパート株式会社編 日経BP社、ISBN 4-8222-4494-6、2005年）
- 『社内ブログ革命 営業・販売・開発を変えるコミュニケーション術』[1]（シックス・アパート株式会社編 日経BP社、ISBN 978-4-8222-4566-5、2007年）
- 『バンド臨終図巻』（共著 円堂都司昭・栗原裕一郎・大山くまお・成松哲、河出書房新社、ISBN 978-4-309-27185-9、2010年4月）
- 『団地団 ベランダから見渡す映画論』（共著 大山顕・佐藤大、キネマ旬報社、ISBN 978-4-87376-386-6、2012年2月）
- 『ジャニ研! ジャニーズ文化論』（共著 大谷能生・矢野利裕、原書房、ISBN 978-4-562-04881-6、2012年12月）
- 『すべてのニュースは賞味期限切れである』（共著 おぐらりゅうじ、アスペクト、ISBN 978-4-7572-2383-7、2014年12月）
- 『バンド臨終図巻 ビートルズからＳＭＡＰまで』（共著 円堂都司昭・栗原裕一郎・大山くまお・成松哲、文春文庫、ISBN 978-4-16-790759-4、2016年12月）
- 『大人のＳＭＡＰ論』（共著 戸部田誠・みきーる、宝島社新書、ISBN 978-4-8002-6495-4、2016年12月）

## 出演

### レギュラー
- 文化系トークラジオ Life（TBSラジオ、2010年1月25日未明〈24日深夜〉 -メインパーソナリティー）
- すべてのニュースは賞味期限切れである（ポッドキャスト、2021年12月23日 - ）
- 速水健朗のこれはニュースではない（ポッドキャスト、2022年12月31日 - ）

### 過去
- あしたのコンパス（フジテレビ - ホウドウキョク、月曜アンカー 2015年4月6日 - 2017年3月27日）
- FLAG7（フジテレビ - ホウドウキョク、月曜アンカー 2017年4月3日 - 2017年8月28日）
- NEWS WEB 24（NHK総合テレビ　2012年度　金曜未明（木曜深夜）「ネットナビゲーター=コメンテイター」第1期生） - 『NEWS WEB』では祝日のみ
- WOWOWぷらすと（WOWOW、MC）
- TIME LINE (TOKYO FM、 隔週火曜パーソナリティー 2015年4月 -2018年9月)
- 速水健朗のクロノス・フライデー（TOKYO FM・JFNC、金曜日パーソナリティー　2016年4月 - 2019年3月）-「クロノス」メンバーで唯一、ケリー・アンとの共演が無い。
- 新・週刊フジテレビ批評（フジテレビ、コメンテーター）
- TOKYO SLOW NEWS（TOKYO FM、2020年3月30日 - 2021年3月31日）
- シューイチ（日本テレビ、コメンテーター）
- ポリタスTV（YouTube）